# La Peau de chagrin (téléfilm, 2010)
Pour les articles homonymes, voir La Peau de chagrin (homonymie).
Pour plus de détails, voir Fiche technique et Distribution.
La Peau de chagrin est un téléfilm franco-belge d’Alain Berliner diffusé en 2010, adapté du roman éponyme d’Honoré de Balzac.

## Synopsis
La Peau de chagrin raconte l’histoire d’un homme qui, ayant tout perdu au jeu, voudrait se suicider. Mais telle une dernière chance, l'homme, du nom de Raphaël de Valentin, entre chez un antiquaire. L’antiquaire, un vieil homme sans âge, lui montre un objet à pouvoir magique, une peau de chagrin. Le vieil homme raconte à Raphaël de Valentin que cette peau a le pouvoir d’exaucer toutes sortes de vœux. Toutefois, il le met en garde. Cette peau de chagrin est dangereuse puisqu’elle absorbe, en quelque sorte, la vie de quiconque l’utilisera. Cette peau rétrécira à chaque vœu souhaité. De même, la vie de celui qui fait le vœu diminuera. Malgré les mises en garde de l’antiquaire, Raphaël de Valentin accepte cette peau de chagrin sans vraiment mesurer ce que lui a dit l’antiquaire. Le jeune homme fera plusieurs vœux, mais cela le mettra en danger…

## Fiche technique
- Titre : La Peau de chagrin
- Réalisation : Alain Berliner
- Scénario : Alexandra Deman et Alain Berliner, d’après Honoré de Balzac
- Genre : drame
- Pays :  France •  Belgique
- Durée : 98 min.
- Tournage : du 20 novembre au 21 décembre 2009 en Île-de-France
- Date de diffusions : 
  - 24 avril 2010 sur La Une
  - 22 septembre 2010 sur France 2

## Distribution
- Thomas Coumans : Raphaël de Valentin
- Annabelle Hettmann : Pauline Gaudin de Witschnau
- Julien Honoré : Eugène de Rastignac
- Mylène Jampanoï : Fœdora
- Jean-Pierre Marielle : Oswald
- Aymeric Cormerais : Benjamin de Nesles
- Henri Courseaux : Jonathas
- Louis-Do de Lencquesaing : Jean-Frédéric Taillefer
- Anne Kreis : madame Gaudin
- Jean-Paul Dubois : général Gaudin
- Christian Bujeau : le baron de Verneuil
- Pauline Delpech : Aquilina
- Éric Naggar : Moinard
- Christophe Odent : maître Cardot
- Clémence Thioly : Aglaé
- Niels Dubost : le duc de Navarreins
- Daniel Isoppo: le comptable du mont-de-piété
- Mario Hacquard : l'ami de Rastignac
- Mario Pecqueur : le curé
- François Rollin: le médecin vague
- Patrick Paroux : le maître d’hôtel de la cure
- Marc Raffray : le porteur de piano
- Quentin de Palézieux : Émilien
- David Sévier : le postillon de Raphaël